# Фармингтън (Западна Вирджиния)
Фармингтън (на английски: Farmington) е град в източната част на Съединените американски щати, част от окръг Мариън в щата Западна Вирджиния. Населението му е около .
Разположен е на 284 метра надморска височина на Западното Алигейнско плато, на 10 километра западно от Феърмонт и на 100 километра южно от Питсбърг. Селището възниква през XVIII век и е свързано с железопътната мрежа през 1896 година, а през следващите десетилетия в района са изградени въгледобивни мини.

## Известни личности
Родени във Фармингтън
- Джо Манчин (р. 1947), политик